# Vilis Plūdons
Vilis Plūdons, oppure Vilis Plūdonis (Bauska, 9 marzo 1874 – Riga, 15 gennaio 1940), è stato un poeta lettone.

## Biografia
Vilis Plūdons studiò inizialmente alla scuola parrocchiale di Pilsmuiža. Poi, dopo aver frequentato il liceo di Bauska ha continuato i suoi studi al Seminario di Kuldīga dal 1891 al 1895. Al seminario ha studiato intensamente teoria letteraria. Nel 1894 il poeta scelse lo pseudonimo Pludons, che prese ufficialmente come cognome nel 1922.
Si mise in evidenza all'esordio con la raccolta intitolata Pirmie akordi (I primi accordi, 1895), grazie alla sensibilità tematica e alla eleganza della forma.
Era molto legato al poema elegiaco e in questo ambito compose due ottimi lavori, quali Rekviems (Requiem, 1899), incentrato sulla morte del protagonista, che accompagna se stesso nella tomba, quasi come se fosse ancora cosciente; la seconda opera elegiaca fu Atraitnes dēls (Il figlio della vedova, 1900), triste e malinconica descrizione della vita misera di un ragazzo che muore in povertà senza essere riuscito a realizzare il suo obiettivo scolastico.
Le opere di Vilis Plūdons si caratterizzarono per la genuinità, per i ritmi, per i suoni onomatopeici, come quelli con cui il  poeta accompagna la corsa di un treno.
Ma nei lavori di Plūdons non mancò l'impegno sociale, come nella raccolta Divas pasaules (Due mondi, 1899), basata sulle differenti realtà e destini dei ricchi oziosi e dei poveri e sfortunati pescatori.
Fantazija par pukēm (Fantasia sui fiori, 1903), evidenzia le incertezze dell'umanità, tendente alla spiritualità ma anche al materialismo.
Uz saulaino tāli (Verso la lontananza assolata, 1911), invece affronta tematiche socio-politiche, dove la libertà stilistica è il simbolo di quella politica.
Di una certa importanza sono state anche le ballate, come Dzīves simfonijas (Le sinfonie della vita, 1913) e Tāli taki, tuvi tēli (Sentieri lontani e immagini vicine, 1921).
Il poeta affrontò con la sua sensibilità anche gli argomenti bellici, della prima guerra mondiale, nelle raccolte Via dolorosa (1919), e No nakts līdz rītam (Dalla notte al mattino, 1921).
Anche se nei decenni tra le due guerre le tematiche politiche furono quasi preminenti, la maggior parte della critica letteraria considera il primo periodo del poeta come quello più fertile.

## Opere
- Pirmie akordi (I primi accordi, 1895);
- Rekviems (Requiem, 1899);
- Divas pasaules (Due mondi, 1899);
- Atraitnes dēls (Il figlio della vedova, 1900);
- Fantazija par pukēm (Fantasia sui fiori, 1903);
- Uz saulaino tāli (Verso la lontananza assolata, 1911);
- Dzīves simfonijas (Le sinfonie della vita, 1913);
- Via dolorosa (1919);
- Tāli taki, tuvi tēli (Sentieri lontani e immagini vicine, 1921);
- No nakts līdz rītam (Dalla notte al mattino, 1921).